# Slavko Koprivica
Slavko Koprivica (ur. 14 stycznia 1949) – bośniacki lekkoatleta, średniodystansowiec. W czasie swojej kariery reprezentował Jugosławię.
Zdobył brązowy medal w sztafecie 3 × 1000 metrów (która biegła w składzie: Radovan Piplović, Koprivica i Adam Ladik) na europejskich igrzyskach halowych w 1969 w Belgradzie. Na halowych mistrzostwach Europy w 1971 w Sofii odpadł w eliminacjach biegu na 800 metrów, a na mistrzostwach Europy w 1971 w Helsinkach w eliminacjach biegu na 1500 metrów. Zajął 4. miejsce w biegu na 800 metrów i 7. miejsce w biegu na 1500 metrów na igrzyskach śródziemnomorskich w 1971 w Izmirze.
Rekord życiowy Koprivicy w biegu na 800 metrów wynosił 1:48,4 (ustanowiony 16 października 1971 w Izmirze), a w biegu na 1500 metrów 3:41,5 (uzyskany 2 czerwca 1972 w Turynie).